# 비젠정
비젠정(備前町)은 오카야마현의 동부, 와케군에 속해있던 정이다. 현재의 비젠시에 해당한다.

## 역사
- 1951년 4월 1일 - 가타카미정, 인베정이 합병해 비젠정이 발족하였다.
- 1954년 3월 1일 - 쓰루야마촌, 비젠정, 이리정, 오쿠군 쓰루야마촌과 합병해 새로운 비젠정이 발족하였다.
- 1971년 4월 1일 - 미쓰이시정과 합병해 비젠시가 발족, 동일 비젠정은 폐지되었다.

## 교통

### 철도
- 일본국유철도
  - 아코선

### 도로
- 국도 제2호선
- 국도 제250호선

## 참고문헌
- 岡山県総務部統計課, 편집. (1970년 10월 1일). 《岡山県市町村勢要覧》. 昭和44年刊. 岡山: 岡山県統計協会. doi:10.11501/9528441. OCLC 703790315. 다음 글자 무시됨: ‘和書 ’ (도움말);
- 山陽新聞社, 편집. (1970년 10월 1일). 《山陽年鑑》. 昭和46年版. 岡山: 山陽新聞社. doi:10.11501/9572432. OCLC 703818864. 다음 글자 무시됨: ‘和書 ’ (도움말);
- 角川日本地名大辞典編纂委員会, 편집. (1989년 7월 8일). 《角川日本地名大辞典》 33. 東京: 角川書店. doi:10.11501/12288356. ISBN 978-4-04-001330-5. OCLC 673246624. 다음 글자 무시됨: ‘和書 ’ (도움말);